# 노랑문둥이박쥐
노랑문둥이박쥐(Neoromicia flavescens)는 애기박쥐과에 속하는 박쥐의 일종이다.
앙골라와 부룬디, 카메룬, 말라위 그리고 모잠비크에서 발견된다. 자연 서식지는 아열대 또는 열대 기후 지역의 건조림과 습윤 저지대 숲, 습윤 산지 숲, 건조 사바나, 습윤 사바나 지역이다.